# François-Marie Raoult
François-Marie Raoult (Fournes-en-Weppes, 10 maggio 1830 – Grenoble, 1º aprile 1901) è stato un fisico e chimico francese.
Conseguì un dottorato di ricerca in fisica a Parigi e insegnò per molti anni chimica all'Università di Grenoble. Si interessò di termodinamica e di elettrochimica. Studiò particolarmente la chimica delle soluzioni. Pose le basi della crioscopia sviluppando tale metodo con risultati sperimentali di grande valore.
Raoult osservò che l'abbassamento del punto di congelamento delle soluzioni (abbassamento crioscopico) è proporzionale alla quantità di soluto e che per avere uguali abbassamenti crioscopici di uno stesso solvente è necessario sciogliervi quantità equimolecolari di soluto.
Egli accertò in tal modo la relazione costante dell'abbassamento crioscopico con il peso molecolare del soluto e la concentrazione della soluzione. Scoprì e interpretò le anomalie dovute alla dissociazione elettrolitica.
Raoult osservò che oltre a provocare un abbassamento del punto di congelamento di un solvente, l'immissione di soluto ne abbassa la tensione di vapore, innalzandone per conseguenza la temperatura di ebollizione.
Come l'abbassamento del punto di congelamento, così quello della tensione di vapore e l'innalzamento del punto di ebollizione sono proporzionali al numero di grammomolecole di soluto disciolte in 1000 centimetri cubi di solvente.
Su ciò si fondano i metodi ebullioscopico e tensimetrico di determinazione dei pesi molecolari dei non elettroliti.
Raoult raccolse i risultati delle sue ricerche nelle opere 'Crioscopie' e 'Tonométrie'.
Fu insignito della Medaglia Davy nel 1892.